# Advokát Griffard
Advokát Griffard (též uváděno jako Pan Griffard, ve francouzském originále Maître Griffard nebo Monsieur Griffard) je jednoaktová opéra comique francouzského skladatele Léa Delibese na libreto Eugèna Mestépèse a Adolpha Jaima. Měla premiéru 3. října 1857 v pařížském divadle Théâtre-Lyrique.

## Vznik, charakteristika a historie díla

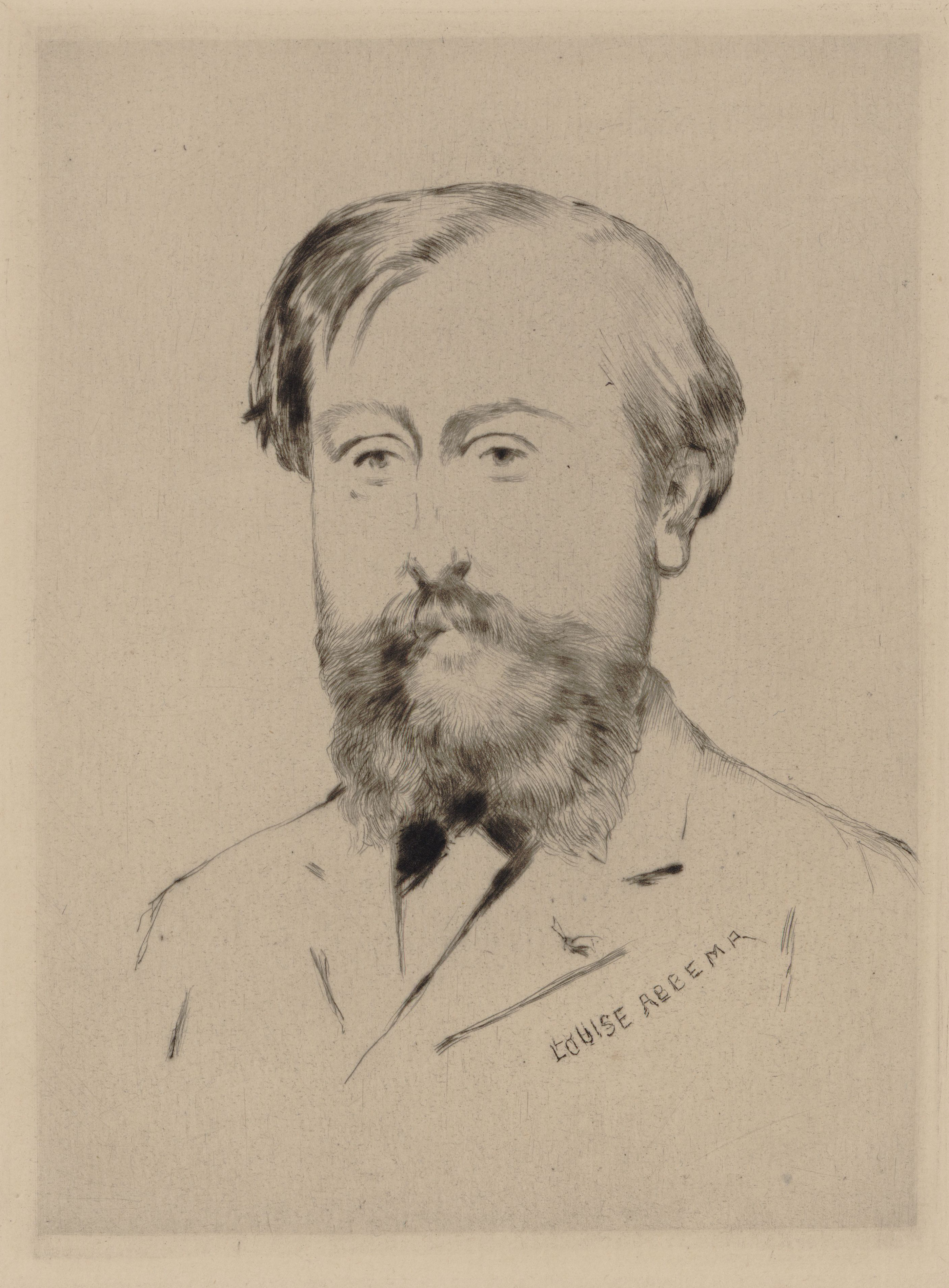
Léo Delibes, kresba Louisy Abbemové

Skladatel Léo Delibes působil od svých osmnácti let, od roku 1855, jako korepetitor v pařížském operním divadle Théâtre-Lyrique. V roce 1856 se mu podařilo uvést hned tři drobné operety – Za dva krejcary uhlí v Théâtre des Follies-Nouvelles a Dvě staré ošetřovatelky a Šest slečen na vdávání v Théâtre des Bouffes-Parisiens. Zmíněná divadla však byla v té době vyhrazena drobným operetám, jejich inscenační možnosti byly ve všech ohledech omezené a jejich prestiž nedosahovala čtyř velkých subvencovaných operních divadel Paříže, mezi něž Théâtre-Lyrique jako nejmladší člen patřilo. Proto bylo úspěchem, když s podporou tehdejšího ředitele Léona Carvalha – který stál i za Delibesovými pozdějšími úspěchy v Opéra-Comique v 80. letech 19. století – mohl roku 1857 uvést v tomto divadle jednoaktovou komickou operu Advokát Griffard. Přitom musel překonat jisté administrativní překážky. Pravidla autorskoprávní organizace Société des auteurs et compositeurs dramatiques (SACD) totiž ve snaze eliminovat protekci zakazovala divadlům uvádět díla svých zaměstnanců, kterým Delibes v Théâtre-Lyrique byl. Delibes byl ochoten formálně své zaměstnání nakrátko opustit, nakonec však na poslední chvíli obdržel od SACD regulérní výjimku.
Libreto Advokáta Griffarda nenapsal žádný z libretistů spojených s operním žánrem, nýbrž Eugène-Gaston Mestépès (1818–1875), tajemník Bouffes-Parisiens, kde napsal libreta pro Jacquese Offenbacha (Čarovné housle, Tři ďáblovy polibky, Dragonette) a Émila Jonase (Le Duel de Benjamin, Le roi boit). Na plakátech nebylo uvedeno jeho spolupracovníka, Adolpha Jaima (vl. jm. Louis-Adolphe Gem, 1825–1901), který již byl spoluautorem Delibesových Šesti slečen na vdávání. Zmíněné operety patřily v repertoáru Bouffes-Parisiens k umírněnému, sentimentalizujícímu proudu a takové je i libreto Advokáta Griffarda. Přestože bylo označeno jako „opéra comique“ a vnějškově odpovídalo žánru, kritice neušlo, že je tato opera zvláště díky svému libretu „pokrevně příbuzná s oněmi bláznivými operetami, které se tak šťastně šíří na rolích pana Offenbacha,“ a vyslovovala varování proti šíření tohoto druhu komiky na operní scény (tak Jules Lovy v hudebním týdeníku Le Ménéstrel). Jak poznamenával hudebně-divadelní kritik a historik Albert de Lasalle v Le Monde illustré, je toto libreto co do zápletky i charakteristiky postav všechno jiné než původní. Podobně recenzent Neue Berliner Musikzeitung považoval libreto za „opotřebované a fádní“ a Eugenio Caimi v Gazzetta musicale di Milano za „nejapnou veselohříčku“. To Léonovi Durocherovi v Revue et Gazette musicale de Paris nevadilo: „Člověk se směje při každé scéně, nebo skoro každé. Co si přát víc?“
Partitura Advokáta Griffarda s devíti čísly byla Delibesova dosud nejrozsáhlejší, o zhruba dvojnásobném objemu proti jeho dosavadním operetám, a rovněž první pro velký operní orchestr. Delibes ji věnoval památce „svého mistra Adolpha Adama“, oblíbeného skladatele komických oper, který byl jeho žákem na konzervatoři a poměrně nedávno – v květnu 1856 – zemřel.
Kritika ji vesměs přijala příznivě. „Je to elegantní a svižně udělaná hudba. Od prvního tahu smyčce je vidět ruka dobrého žáka Adolpha Adama,“ psal Jules Lovy. „Zpěvná, veselá, živá, důvtipná,“ tak hudbu oceňoval Léon Durocher; „graciézní a dobře stavěná,“ psal Eugenio Caimi. I obecenstvo podle zmínek v tisku reagovalo živě, a to už při předehře, a dvě čísla se musela už při preméře opakovat: kuplet Jeannetty Les voyez-vous, ces freluquets a především parodický nářeční kuplet J'suis Blaise d'Falaise, v němž se chytrák Léandre vydává za přihlouplého venkovana a který se obecenstvu i kritice nejvíce líbil. Byla to první Delibesova práce pro větší orchestr a kritika (Durocher) také poznamenala, že skladatel ještě musí na svých instrumentačních dovednostech pracovat. Lasalle, při poněkud vlažné chvále jednotlivých čísel, upozornil na závěrečný kvartet, který, „byť málo rozvinutý, obsahuje melodickou frázi širokého a velkolepého rázu, která by se neztratila v serióznějším díle a která dokládá, že v talentu pana Delibese je možná vážná stránka, kterou bychom netušili.“

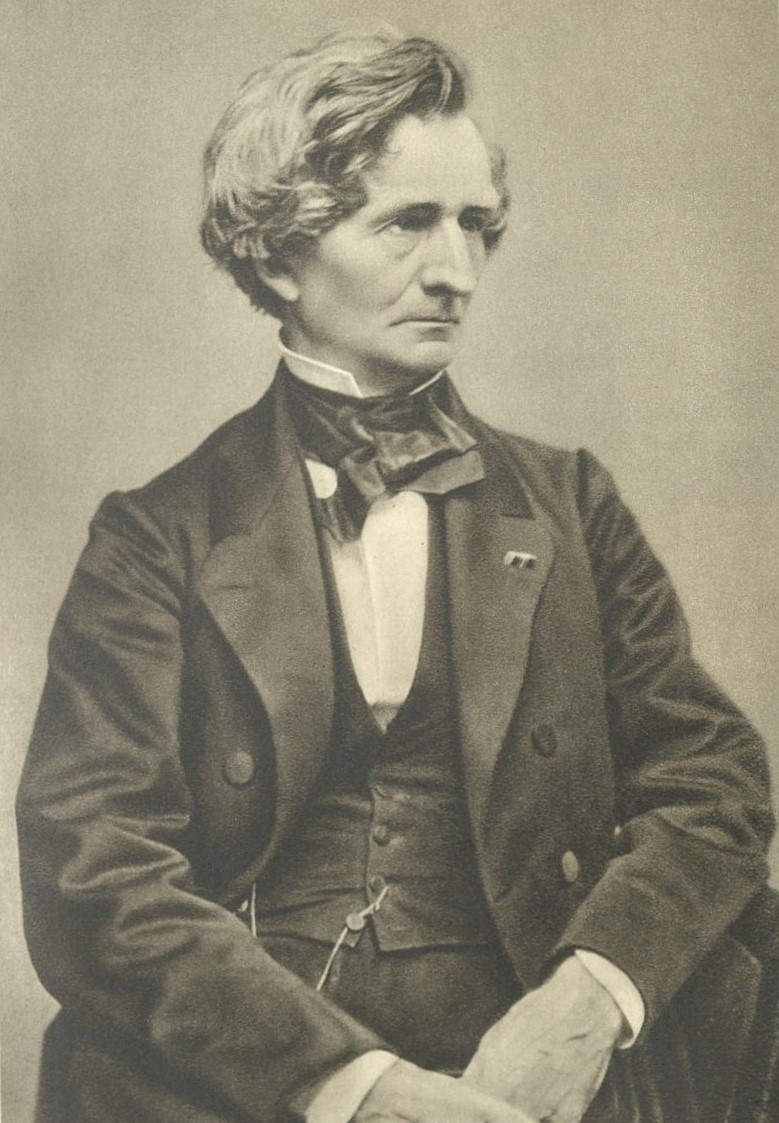
Skladatel Hector Berlioz podrobil Delibesovu operu Advokát Griffard zdrcující kritice.

Proti debutu mladého Delibese na operní scéně se však ostře ozval významný skladatel a hudební kritik Hector Berlioz, který nenáviděl vznikající operetní žánr jako pustou komerci a v uvedení Advokáta Griffarda viděl jeho průnik na operní scénu: „Odešel jsem z tohoto představení s příšernou kolikou, a mám-li i jen mluvit o tomto díle, mé ubohé vnitřnosti se kroutí a vzpírají. Hudba Advokáta Grifarda je od velmi mladého může jménem Delibes, pokud se nemýlím. […] Již se proslavil v hudebních kruzích jakousi polkou, která «se hodně prodává», která «jde na odbyt», říkají vydavatelé [Berlioz má na mysli polku ze Dvou starých ošetřovatelek]. Jeho operu chválilo několik speciálních novin, jejichž žurnalisté mají o této specialitě zvláštní znalosti. Nač přidávat hlas k tolika chvalozpěvům? Ví se, že se v těchto věcech nevyznám a že tetanové záchvaty, které mi působí, mne připravují o jakýkoli úsudek, mne zbavují zdravého rozumu.“ Odlišnou perspektivu přinesl i recenzent Neue Berliner Musikzeitung: Delibes podle něj „není bez talentu“ a opatřil příběh „několika melodickými frázemi“, avšak „německé srdce se láme pod tímto mišmašem a cinkylinkem, pod tímto věčným návratem té nejpovrchnější, jen ucho příjemně lechtající a nervy vzrušující polkovalčíkové hudby, těchto tak často slyšených, triviálních a jen francouzským stylem nově vyšňořených a naservírovaných melodií.“
Jednoaktové opery typu Advokáta Griffarda byly určeny jako úvodní představení k hlavnímu programu, kterým byla například při její premiéře Euryanta Carla Marii von Webera. Advokát Griffard dosáhl dobrého počtu 64 repríz (čímž byl nejúspěšnější novinku roku 1857) a celkově příznivého ohlasu v tisku; zatímco Delibesův životopisec Jean-Philippe Biojout ho kvalifikuje jako „skutečný úspěch“, hudební historik Jean-Claude Yon ho má za „nepřesvědčivý pokus“. Delibes se následně se svou tvorbou vrátil do Bouffes-Parisiens a jiných operetních divadel – i když v Théâtre-Lyrique uvedl ještě roku 1863 další komickou operní aktovku Zahradník a jeho pán, Berliozem tentokrát recenzovanou příznivě – a definitivně se od operety k opeře obrátil až kolem roku 1870. Advokát Griffard byl v Théâtre-Lyrique hrán naposledy roku 1859, žádná jiná inscenace od té doby dosud nebyla.

## Osoby a první obsazení
| osoba            | hlasový obor             | premiéra (3. října 1857)         |
| ---------------- | ------------------------ | -------------------------------- |
| Léandre          | tenor                    | Désiré Fromant                   |
| Advokát Griffard | tenor (buffo – laruette) | (Alexis-Marguerite-)Ernest Leroy |
| Jeannette        | soprán                   | Amélie Faivre                    |
| Isabelle         | soprán                   | Victorine Moreau                 |

## Děj opery

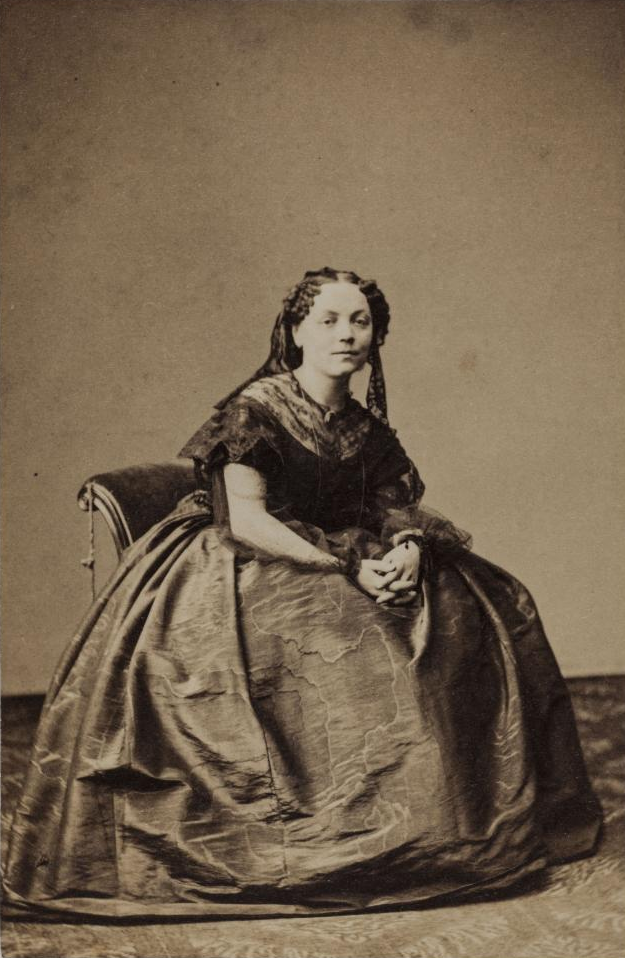
Amélie Faivreová, první Jeannette v Advokátu Griffardovi

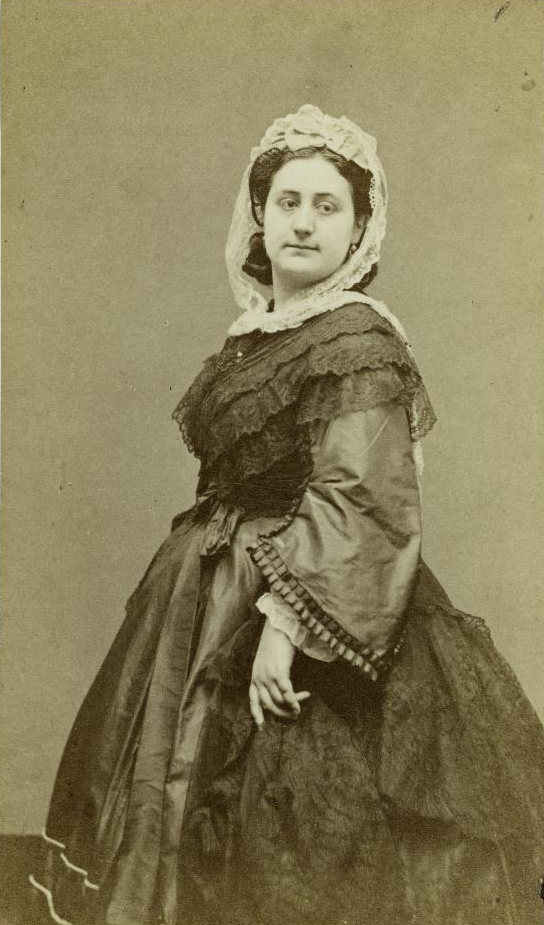
Victorine Moreauová, první Isabelle v Advokátu Griffardovi

Odehrává se v Paříži v době Ludvíka XVI., místnost v domě advokáta (prokurátora) Griffarda)
Nad ránem se do domu advokáta Griffarda vrací jeho první písař Léandre, ale vzápětí se musí schovat za paraván, protože se obdobně vrací i sám pan Griffard. V samomluvě se přiznává, že strávil noc v krčmě popíjeje s mušketýry a následně u jakési paní z Bretaně, od níž musel při návratu manžela uprchnout oknem. Léandre už si mne ruce, jak bude moci svého zaměstnavatele vydírat.
Oba chtějí do svých ložnic, ale vstoupí Griffardova neteř Isabelle a služebná Jeannette. Griffard se stačí ukrýt, ale obě mladé ženy se se zmocní Léandra. Ten tvrdí, že strávil noc v krčmě s mušketýry, a obě se ho vyptávají; nepozorovaně vystoupí i Griffard ve své róbě a dává Léandrovi výpověď (č. 1 tercet a kvartet Vite, vite, qu'on s'explique ... Chez les bons enfants ... Quelle insolence!). Griffard jeho odchodu nelituje, očekává již Léandrova náhradníka, kterého mu má poslat kolega z provincie. Zato Isabelle si služce stěžuje – zdá se jí, že je do Léandra zamilována (č. 2 romance Isabelly Je ne sais pas si je l'aime).
Griffard posílá neteř cvičit na cembalo a laškuje s Jeannettou. Objeví se Léandre v převleku za venkovského úředníčka a představuje se jako Griffardův nový písař (č. 3 kuplet Blaise J'suis Blaise d'Falaise ... Faut point m'juger sur la mine). Griffard s obtížemi čte jeho doporučující dopis a následně ho posílá na pochůzku za advokátem Hoquetonem. Pak Griffard opět obletuje Jeannettu, která se chlubí tím, jak se dokáže zbavit neseriózních obdivovatelů (č. 4 kuplet Jeannetty Les voyez-vous, ces freluquets). Pak předkládá svému pánovi soupis domácích účtů a vyhýbá se jeho stále dotěrnějšímu naléhání (č. 5 duet Alors, ma mignonette ... La laitière, la fruitière), až mu vlepí poliček a uteče.
Leéandre přichází tentokrát v přestrojení za advokáta Hoquetona a předstírá, že zastupuje manžela oné bretaňské paní ve sporu o čest. Vyděšený Griffard se snaží aféru ututlat a vlichotit se svému kolegovi; když mu „Hoqueton“ vypráví o tom, že je zamilován a že se své milé chce zmocnit drobnou lstí, Griffard mu jen přizvukuje (č. 6 duet buffo Qu'en pensez-vous, compère?). Pak běží pro dobré víno, aby Hoquetona uctil, ale Léandre mezitím změní převlek na mušketýra. V tom ho překvapí Jeannette a Isabelle, které ho varují, ale Léandre je upokojuje, že má vše pod kontrolou (č. 7 tercet Cest moi... silence!). Vydává se pak před Griffardem za jednoho z jeho společníků z minulé noci a přiměje ho ke hře v kostky, ve které Griffard žalostně prohrává vše, včetně své advokátní praxe. Isabelle a Jeannette přiběhnou a „mušketýr“ za vrácení své výhry žádá o ruku Isabelly – která ovšem ihned svolí – a Griffard s úlevou souhlasí. Teď se Léandre dává poznat a Griffard uznává, že mu byla uštědřena lekce (č. 8 finále Je perds trois mille louis ... Allons! qu'on m'obéisse ... Il est féroce, mais fort tendre ... Je leur dois ce doux mariage).